# Velódromo Georges Préveral
Vista do velódromo em 2017
O velódromo Georges Préveral ou velódromo da Tête d'Or, é um velódromo localizado no parque da Tête d'Or, em Lyon na França. Era na origem em terra batida, depois em camada cimento a partir de 1934, e em revestimento sintético rosa em 1976, depois finalmente em 1989 em camada de resina laranja. A pista media 333.33 metros para 7 metros de largura. O inclinação máxima é de 43 arquibancadas.

## Construção
Um primeiro velódromo foi inaugurado em 3 de maio de 1894 por motivo da exposition internationale et coloniale (1894).. Várias petições vindas de associações ciclistas tinham reclamado até então a sua construção. Constitui-se depois um dos muito escassos exemplos franceses de um velódromo municipal.
O velódromo foi depois reconstruido em 1934.
Quatro estátuas estão instaladas no muro de recinto do velódromo.

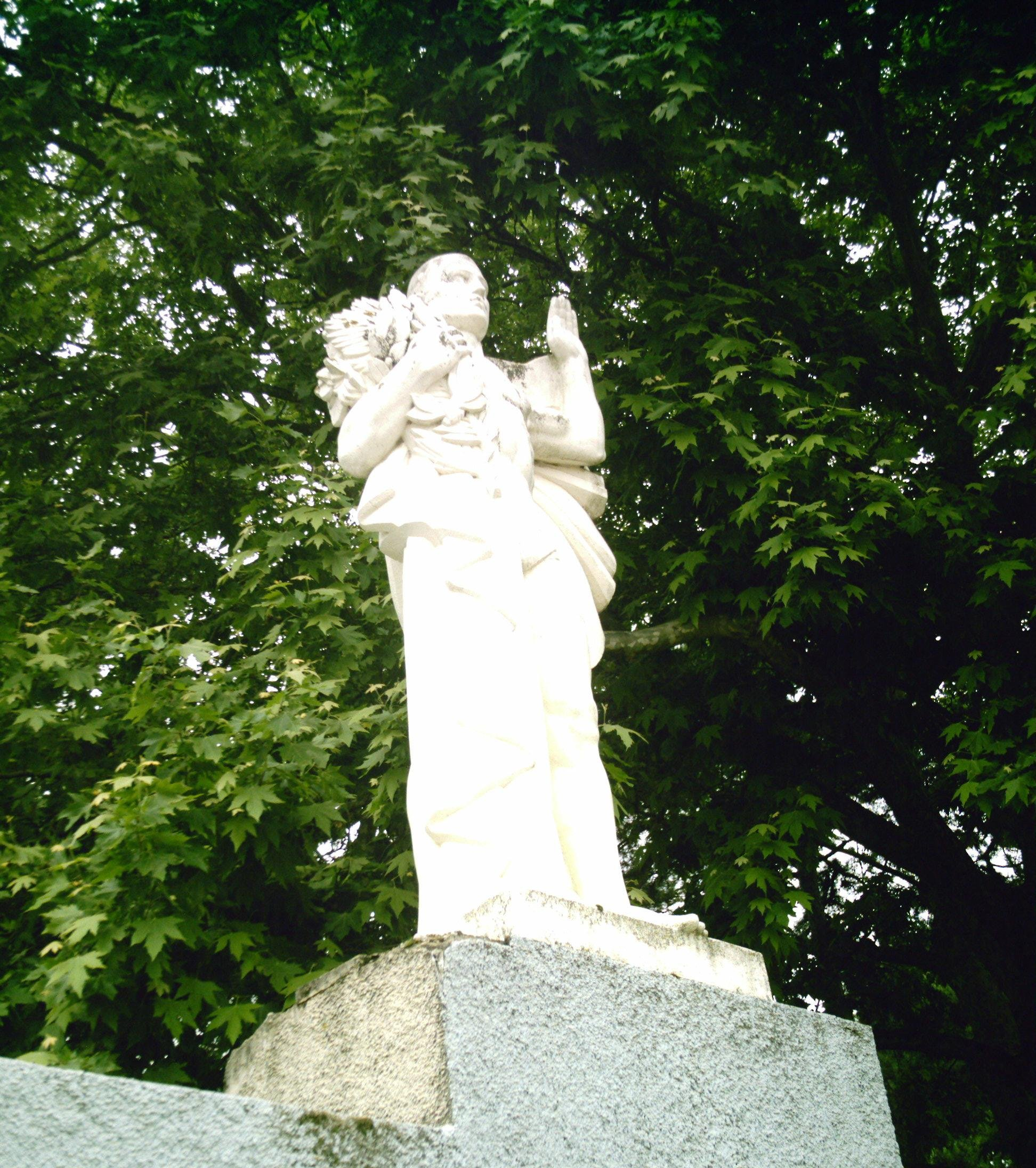
Philippides por Marcel Renard.
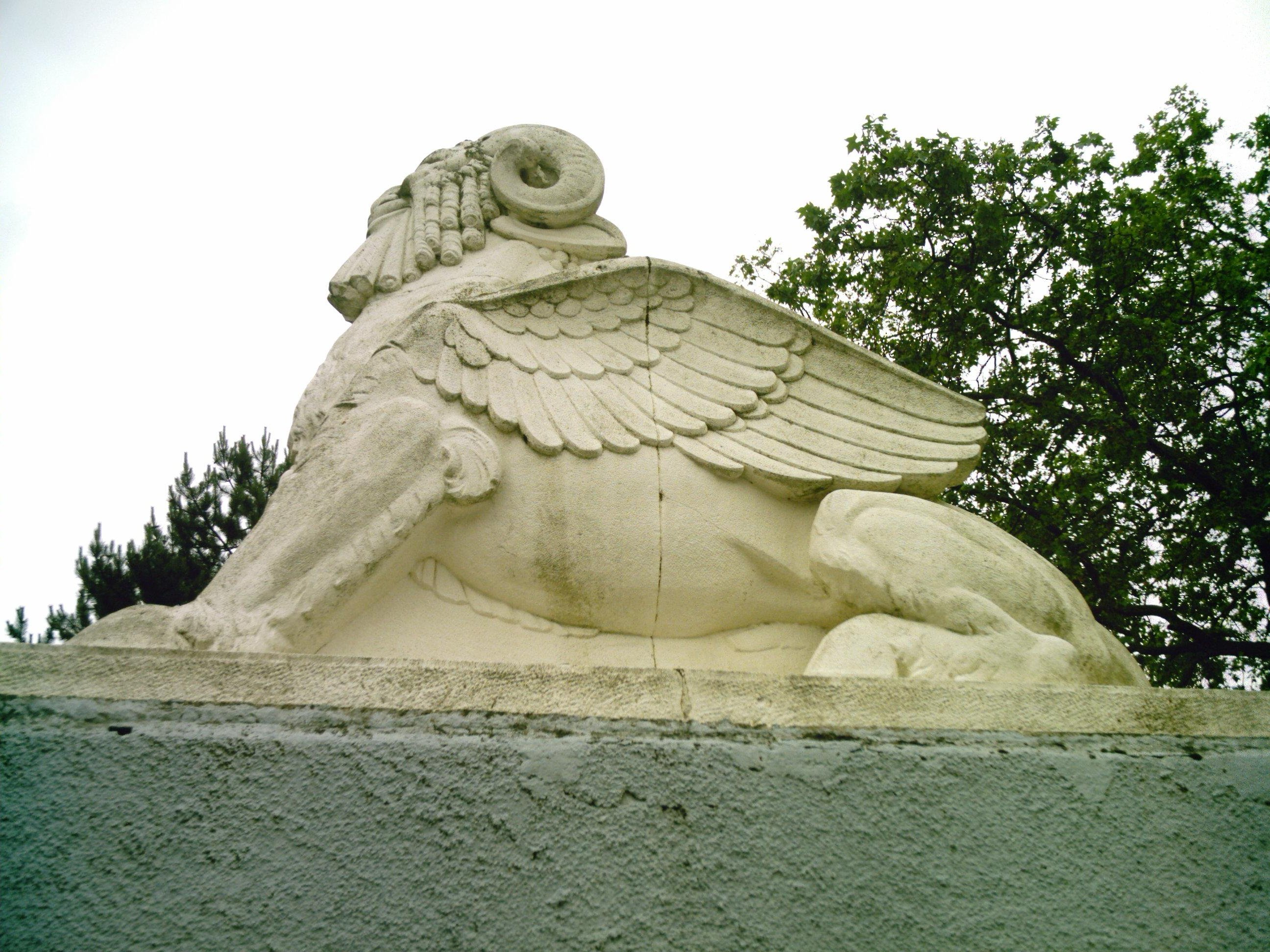
Chrysomallos por Léopold Renard.
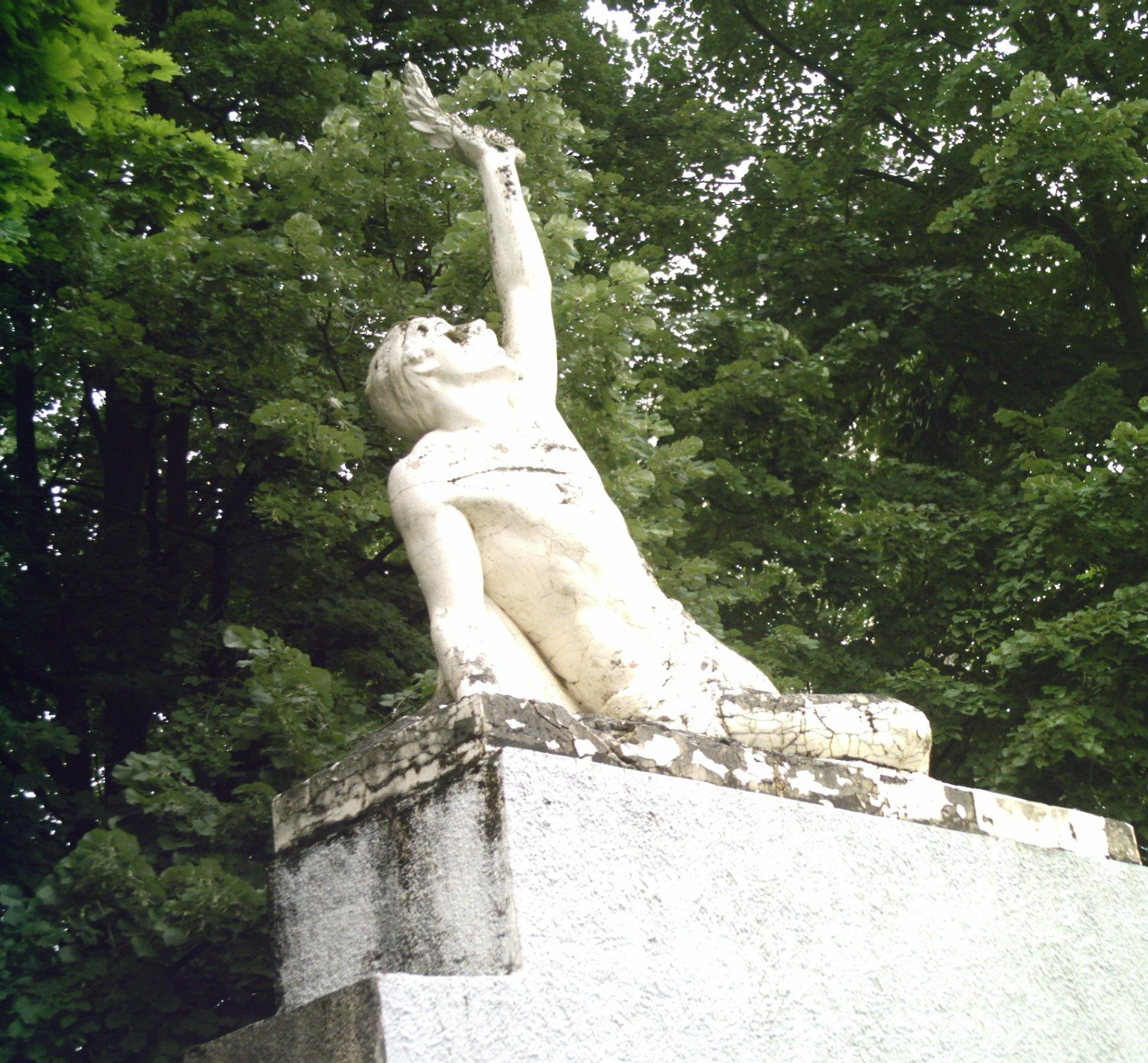
Uma estátua do velódromo.
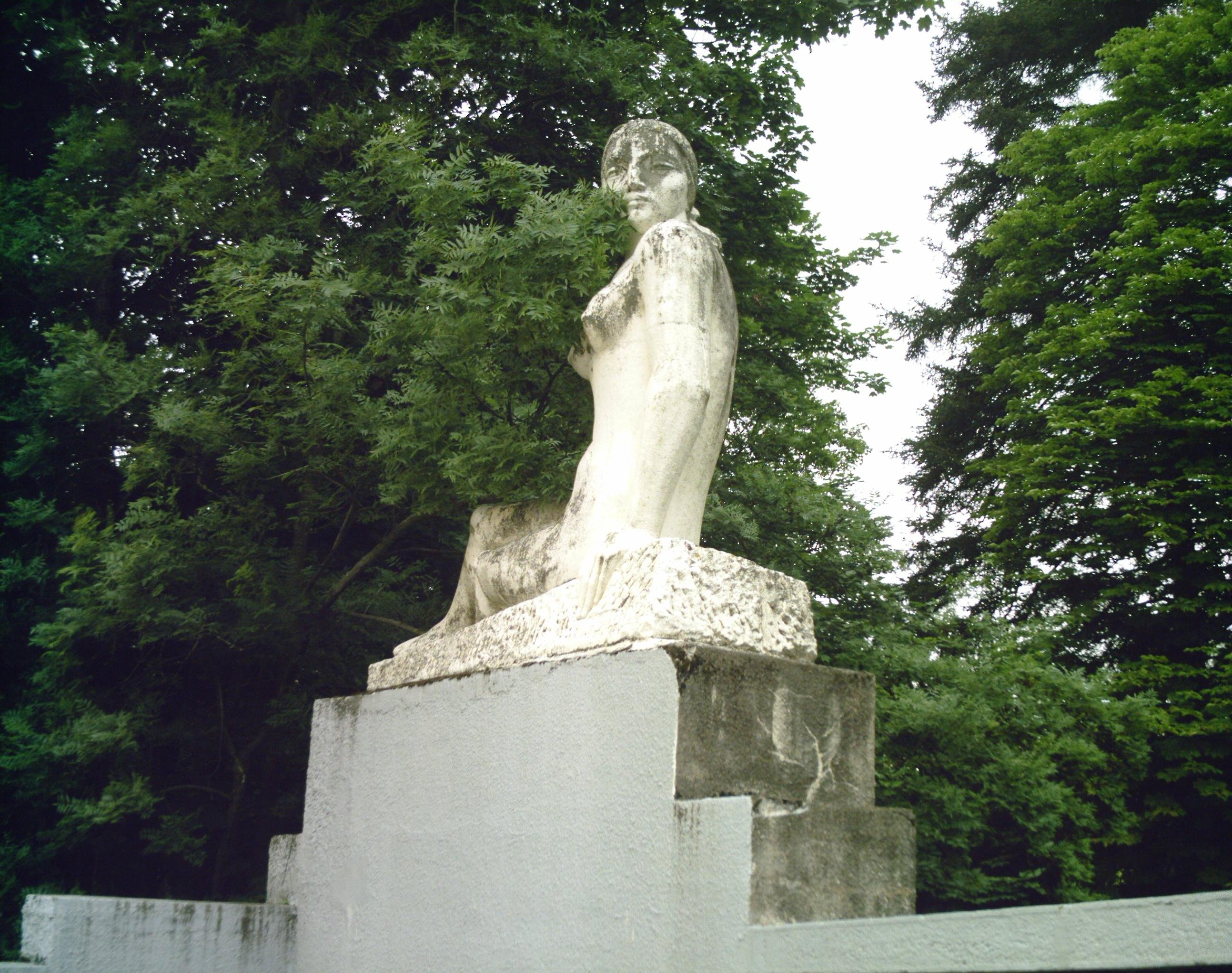
Uma estátua do velódromo.

## Nome do estádio
O velódromo tem sido baptizado « velódromo Georges Préveral » no sábado 8 de abril de 2006 em homenagem a Georges Préveral, antigo presidente do comité Lyonnais. Uma lembrança de Georges Prévéral é organizada de outro lado anualmente ao velódromo

## Acontecimentos
As provas em estrada terminavam-se às vezes no velódromo: assim uma etapa do circuito das seis províncias de 1954 (prova que resultará daqui por diante o Critérium du Dauphiné) finalizava no velódromo. Foi vencida por Maurice Nauleau.
O campeonato Mundial de Ciclismo em Pista de 1989 são organizados.
O campeonato da França de meio fundo de 2017 é organizado.
O recinto central do Torneio de tênis de Lyon é instalado todos os meses de maio desde 2017.

Visto da pista em 2017